# Povijest svijeta
Povijest svijeta zabilježena je ljudska povijest od izuma pisanja utvrđena pomoću arheologije, antropologije, genetike, lingvistike i drugih disciplina.
Pisanoj povijesti čovječanstva prethodila je prapovijest, počevši od staroga kamenoga doba poslije čega dolazi neolitik – mlađe kameno doba. Neolitik je započeo poljoprivrednu revoluciju, između 8000. i 5000. godine pr. Kr., u plodnom polumjesecu Bliskoga Istoka. Za vrijeme ovoga razdoblja, ljudi su započeli sustavni uzgoj biljaka i životinja. Napretkom poljoprivrede, većina ljudi je prešla iz nomadskoga u sjedilački način života, kao poljoprivrednici u stalnim naseljima. Relativna sigurnost i povećana produktivnost poljoprivrede omogućili su zajednicama, da se šire.
Ljudi su od pamtivijeka uvijek trebali biti u blizini pouzdanih izvora pitke vode. Naselja su se razvijala na obalama rijeka već oko 3000 godina pr. Kr. u Mezopotamiji, na obalama egipatske rijeke Nil, te u dolinama rijeke Ind, i duž više glavnih kineskih rijeka. Kako se ratarstvo razvijalo, žitarice su postale sve naprednije i započela je podjela rada radi skladištenja hrane. Podjele rada dovele su do uspona slojevite više klase i razvoja gradova, što će doprinijeti nastanku više civilizacija. Rastuća složenost ljudskih društava zahtijevala je sustave računovodstva i pisanja.
Nakon što se oblikovalo nekoliko civilizacija, razdoblje staroga vijeka (kasna antika, klasično doba), do otprilike 500. godine doživjelo je uspon i pad carstava. U postklasičnoj povijesti ("srednji vijek", oko 500. – 1500. godine, došlo je do rasta kršćanstva, zlatnoga islamskoga doba (750. – 1258.) te rane talijanske renesanse (oko 1300). Izum tiskarstva sredinom 15. stoljeća u Europi donio je revoluciju u komunikaciji i omogućio sve brže šire širenje informacija, ubrzavši kraj srednjeg vijeka. Rano moderno razdoblje trajalo je od približno 1500. do 1800. godine, i uključuje prosvjetiteljstvo i Velika geografska otkrića. Do 18. stoljeća, gomilanje znanja i tehnologije doseglo je kritičnu masu, koja je dovela do industrijske revolucije i započelo je kasno moderno razdoblje, koje je započelo oko 1800. i nastavlja se sve do danas.
Ova povijesna periodizacija (dijeljenje povijesti na antičko, postklasično, rano moderno i kasno moderno razdoblje) najbolje se primjenjuje na povijest Starog svijeta, posebno Europu i Sredozemlje. Izvan ove regije, u što pripadaju drevna Kina i drevna Indija, povijesna razdoblja drukčije se dijele. Međutim, do 18. stoljeća, zbog rastuće međunarodne trgovine i kolonizacije, povijest većine civilizacija znatno se ispreplela, započevši proces globalizacije. U posljednjem tisućljeću stope rasta stanovništva, znanja, tehnologije, komunikacije, trgovine, smrtnosti oružja i degradacije okoliša uvelike su se ubrzale.